# José Luis Ceacero Inguanzo
José Luis Ceacero Inguanzo (1829-1901) va ser un militar naval espanyol, ambaixador i cònsol d'Espanya al Japó entre 1868 i 1872.

## Biografia

### Orígens
Nascut a Baeza (Andalusia) en una família benestant, fill de Luis Carlos Ceacero Reiger, un capità d'artilleria carlí, cavaller de Calatrava i vescomte de Santo Tomé i Santa Marta.

### Carrera militar
Destinat inicialment a la carrera eclesiàstica, ben aviat es va sentir atret per la navegació i va abandonar el seminari i va entrar a l'Escola de l'Armada de San Fernando.
Passades diverses experiències militars i polítiques, el 1856 va ser destinat a Manila (Filipines), com a instructor naval de l'Escola de Mariners. Al cap de poc d'arribar va rebre la visita d'una delegació japonesa que volia establir relacions diplomàtiques.

### Diplomàtic
Des d'aquell moment, Ceacero va visitar diverses vegades el Japó amb l'objectiu d'establir-s'hi. Va estar encarregat de donar suport a la delegació diplomàtica encapçalada per José Heriberto García de Quevedo, que comptà també amb el suport logístic dels Estats Units i lingüístic de França. Poc després es signà un tractat similar al d'altres països europeus, basat en el model de les primeres potències occidentals.
L'agost de 1868 va ser nomenat ministre d'Espanya al Japó, de fet ambaixador, denominació reservada només als diplomàtics establerts a grans capitals europees. Va ocupar el càrrec fins al gener de 1869. En agraïment als serveis prestats, entre 1869 i 1872 va ser designat cònsol d'Espanya al mateix país.